# Шваненбург (Клеве)
Шваненбург (нем. Schwanenburg) — резиденция герцогов Клевских в немецком городе Клеве (федеральная земля Северный Рейн — Вестфалия). Шваненбург является главной достопримечательностью и визитной карточкой города Клеве.

Своё название Шваненбург (в пер. Лебединая крепость) получил только в XIX веке, до этого он назывался het slot von Cleef (в пер. Гнездо на Клеефе (Клееф — название возвышенности, на которой расположен замок)).

## История

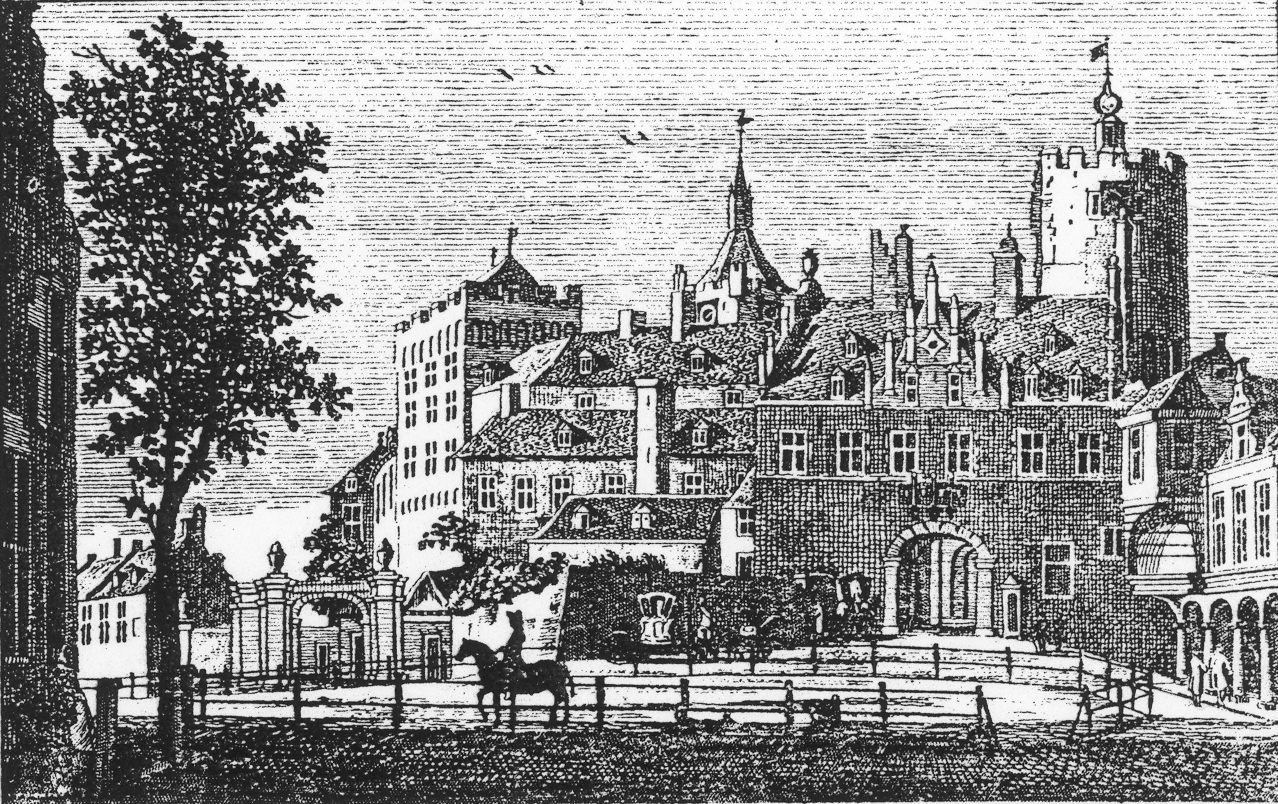
Шваненбург в 1758 году

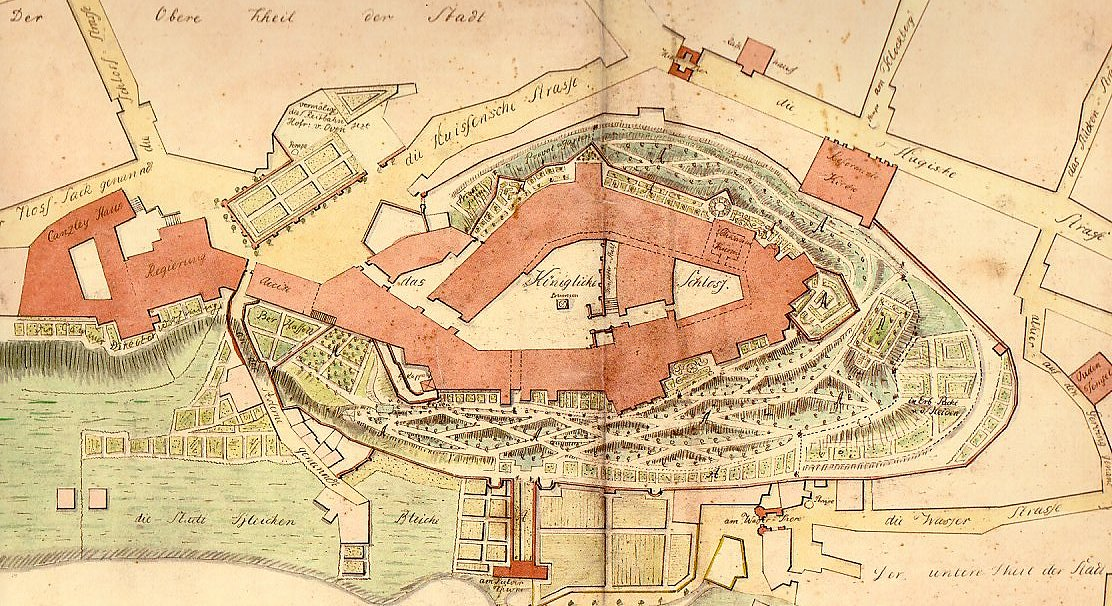
План замка (1785 год)

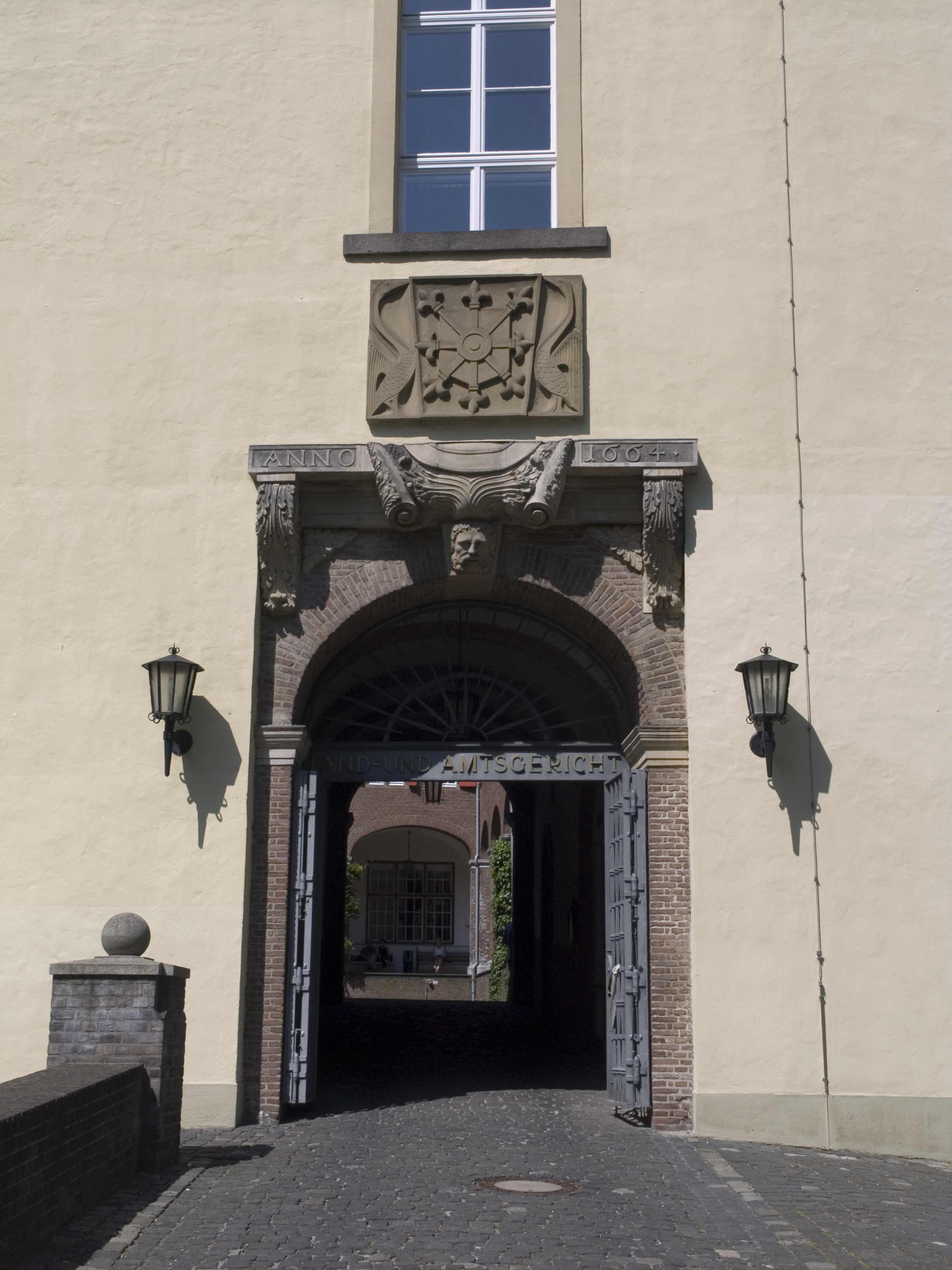
Главные ворота

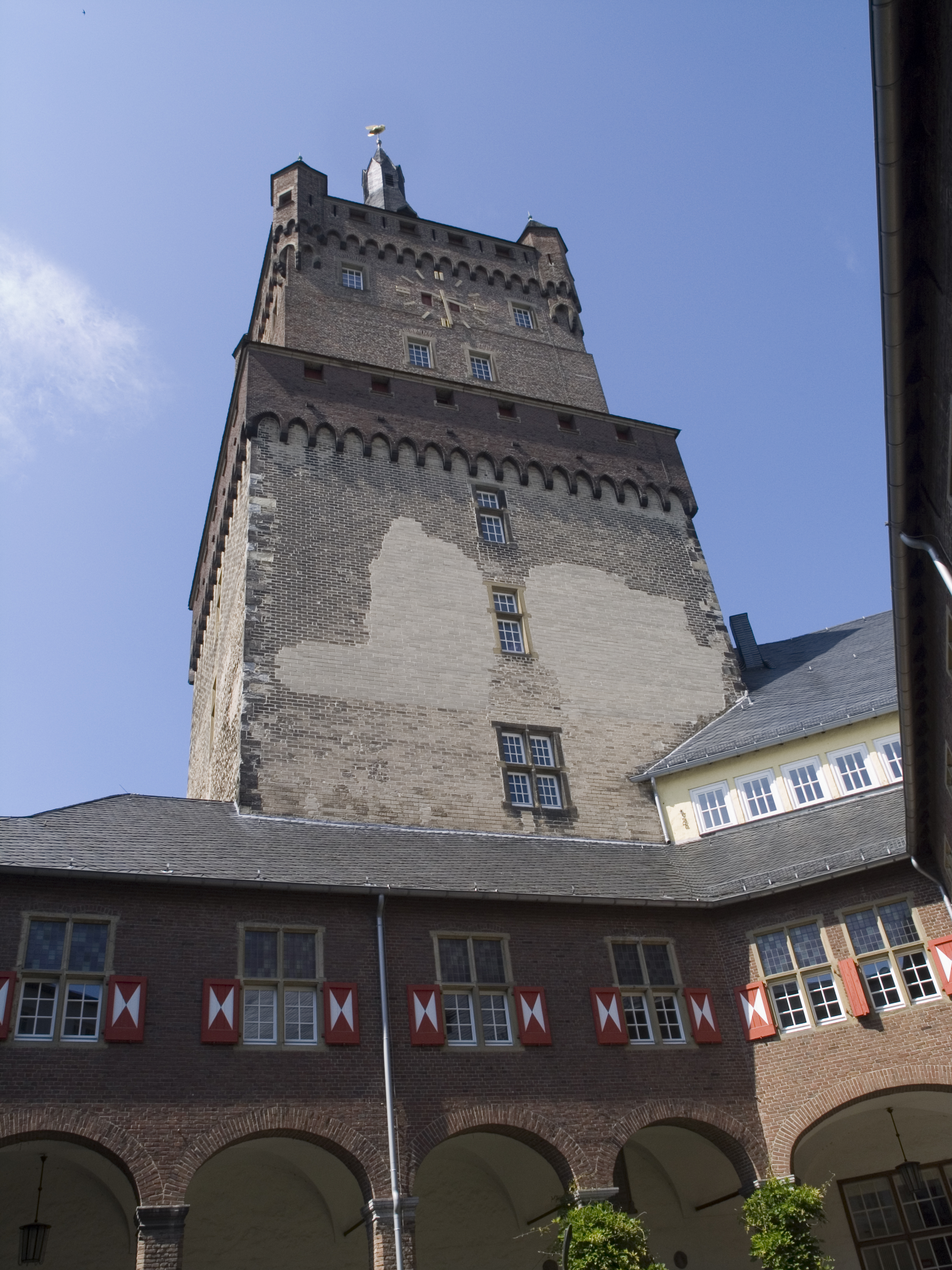
Донжон

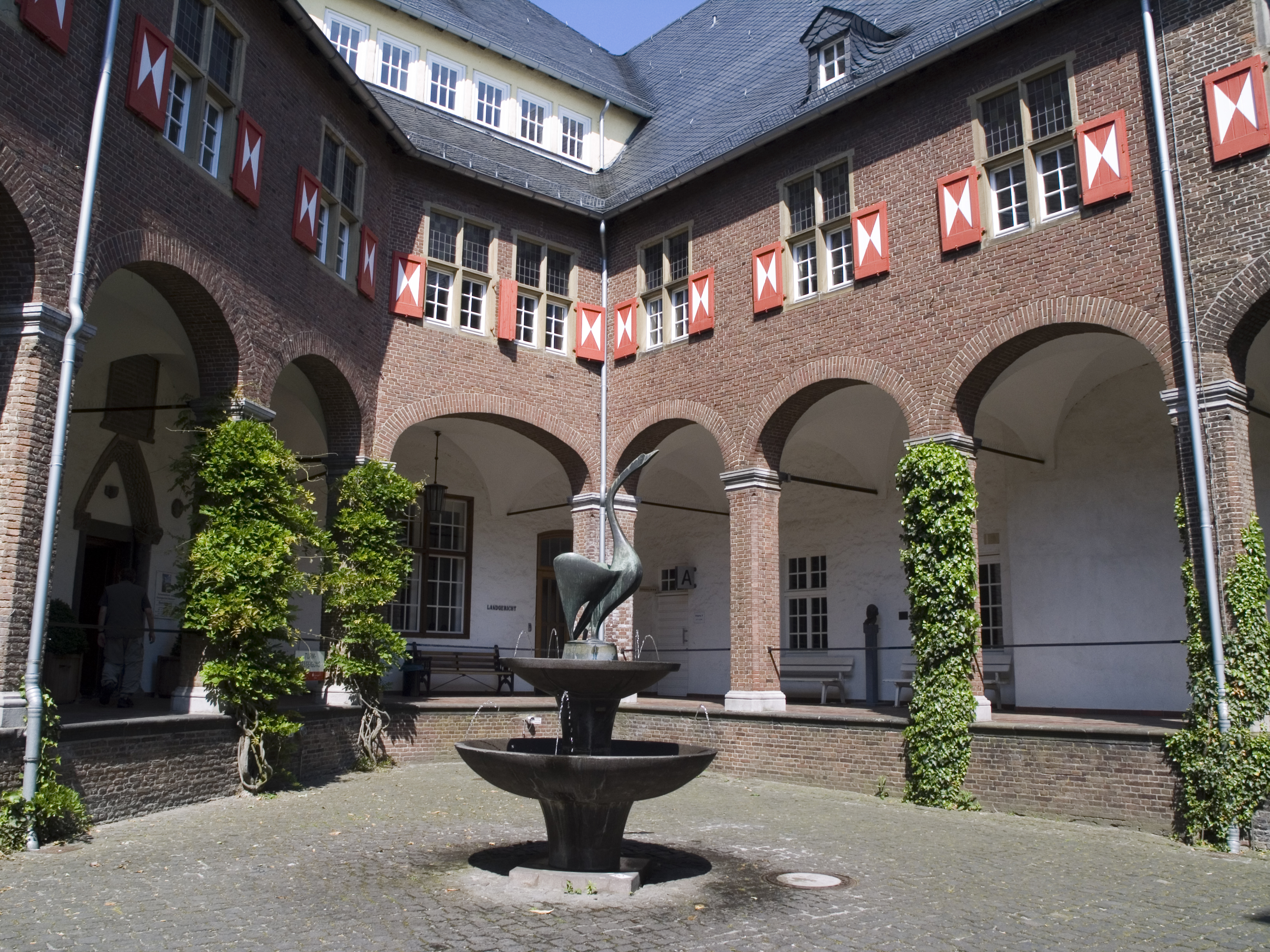
Внутренний двор

Первое документальное упоминание о Шваненбурге относится к 1092 году, когда указывается о наличии на плато Клееф родового замка графа Клевского Дитриха I. С 1233 года замок становится официальной резиденцией графов Клевских. Раскопки 1999—2000 годов подтвердили, что замок был заложен в XI веке, а бытовавшее ранее предположение о том, что на этом месте ранее находилось римское строение, лишено оснований.

В документе 1184 года замок описывается как большая четырёхугольная крепость с толщиной стен 2,5 м. В XII-XIII веке Шваненбург становится одним из самых больших и роскошных замков на Нижнем Рейне.

25 апреля 1242 года граф Дитрих IV к западу от замка основал поселение Клеве и дал ему городское право.

В эпоху правления графов Дитриха VII и Иоанна центр правления графов Клевских переносится в замок Монтерберг (de:Burg Monterberg) в Калькаре, но уже в 1341 году резиденция была возвращена в Шваненбург.

В 1368 году со смертью графа Иоанна пресеклось «мужское колено» рода Клеве и титул графов Клевских, а вместе с ним и замок Шваненбург, унаследовал граф Адольф I (Адольф III в графстве Марк) из рода фон Марк. В 1417 году римский король и будущий император Священной Римской империи Сигизмунд I возводит графство Клевское в ранг герцогства, т.о. правители Клеве выходят на первое место после короля в военно-ленной иерархии.

7 октября 1439 года обрушился донжон замка. Герцог Адольф I (Адольф IV в графстве Марк) поручает архитектору Иоганну Виринбергу (нем. Johan Wyrenberg) строительство новой башни. Работы начались в 1440 году и продолжались 13 лет. В 1455 году вершину башни увенчала фигура позолоченного лебедя, что дало название в начале башне (нем. Schwanenturm), а затем и всему замку.

Вершины своей власти герцоги Клевские достигают в XVI веке когда в 1521 году происходит слияние герцогства Клевского и герцогства Юлих-Берг, при этом титул правителя объединённого герцогства Юлих-Клеве-Берг переходит к герцогу Клевскому Иоганну III, а с 1538 до 1543 года его сын герцог Вильгельм V Богатый владел ещё и герцогством Гельдерн. В это время Шванненбург постепенно приходит в упадок, потому что резиденция герцога была перенесена в Дюссельдорф.

Смерть последнего представителя Клевского дома, бездетного герцога Иоганна Вильгельма, в 1609 году привела к началу войны за клевское наследство. Итогом войны стал Ксантенский договор 1614 года, согласно которому герцогство Юлих-Клеве-Берг было разделено на 2 части: одна заключала Клеве, Марк, Равенсберг и Равенштейн, другая — Юлих и Берг. Однако союзники обеих сторон не пожелали вывести свои войска из спорных земель; договор остался неисполненным, и борьба за Юлих продолжалась в течение всей Тридцатилетней войны.

Спор окончился договором в Клеве (19 сентября 1666 года) между «Великим курфюрстом» Фридрихом Вильгельмом и пфальцграфом Филиппом Вильгельмом Нейбургским: Клеве, Марк и Равенсберг были отданы курфюрсту Бранденбургскому, Юлих и Берг — пфальцграфу Нейбургскому, Равенштейн только в 1671 году был окончательно отдан пфальцграфу. Т.о. Шванненбург стал собственностью Бранденбурга и после Потсдама и Берлина стал третьей резиденцией курфюрста.

При штатгальтере Иоганне Морице Нассау-Зигенском Шваненбург пережил последний период своего расцвета. Правя Клеве от имени курфюрста, Иоганн Мориц поручил голландскому архитектору Питеру Посту (de:Pieter Post) перестроить замок в стиле барокко и разбил парк.

В первой половине XVIII века, Клеве, а следовательно и замок, теряют своё значение, резиденция и органы государственного управления Бранденбурга полностью концентрируются в Берлине и Потсдаме. Шваненбург используется только в административных и судебных целях. Также, вплоть до 1917 года замок служил тюрьмой.

Первые работы по реставрации замка были выполнены в 1893—1897 годах, вторая реставрация — в период с 1909 по 1914 годы.

Во время второй мировой войны 7 октября 1944 года во время воздушного налёта в донжон замка врезался и взорвался самолёт. Восстановление замка продолжалось с 1948 по 1953 годы.

Сегодня в замке размещаются городской суд Клеве и геологическая коллекция краеведческого музея.